# چغک‌چینی پیشانی‌طلایی
چغک‌چینی پیشانی‌طلایی (نام علمی: Alcippe variegaticeps) نام یک گونه از سرده چغک‌چینی است.